# Nhãn khoa
Khoa mắt hay nhãn khoa là phân ngành y học về giải phẫu, sinh lý và các bệnh về mắt.